# Sonic 2, la película
Sonic 2, La película (título original en inglés: Sonic the Hedgehog 2) es una película de comedia de acción y aventura de 2022 basada en la franquicia de videojuegos publicada por Sega. Es la secuela de Sonic, la película (2020) y una vez más está dirigida por Jeff Fowler y escrita por Pat Casey, Josh Miller y John Whittington. Está protagonizada por Jim Carrey como Dr. Ivo "Eggman" Robotnik, junto a Ben Schwartz retomando su papel como la voz de Sonic the Hedgehog y James Marsden y Tika Sumpter como Tom Wachowski y Maddie Wachowski; Idris Elba se une como Knuckles the Echidna, mientras que Colleen O'Shaughnessey se suma al reparto como la voz de Miles «Tails» Prower, siendo ella por ahora la única actriz de voz oficial de los videojuegos trabajando en la película. En la trama, Sonic se une fuerzas con Tails para evitar que el Doctor Eggman y Knuckles encuentren la poderosa Esmeralda Maestra que tiene el poder de crear y destruir civilizaciones.
Tras el éxito de Sonic, la película, Paramount Pictures anunció la secuela en mayo de 2020. La filmación tuvo lugar de marzo a junio de 2021 en Vancouver y Hawái. Sonic 2. La película se estrenó en Estados Unidos el 8 de abril de 2022 por Paramount Pictures en asociación con Sega Sammy Holdings.
Sonic 2, la película se estrenó en cines en varios mercados el 30 de marzo de 2022 y en los Estados Unidos el 8 de abril por Paramount Pictures y Sega Sammy Holdings. La película fue elogiada por sus secuencias de acción, imágenes, humor, personajes animados y las actuaciones del elenco, aunque su guion, tiempo de ejecución y ritmo generaron críticas. Algunos críticos consideraron que la película era una mejora con respecto a su predecesora. Recaudó $ 403,8 mil millones en todo el mundo, convirtiéndose en la película de videojuegos más taquillera de los Estados Unidos y de otros países, la quinta película de videojuegos más taquillera de todos los tiempos y la décima película más taquillera de 2022. Sonic 3, la película está programado para su lanzamiento el 20 de diciembre de 2024, mientras que una miniserie derivada protagonizada por Knuckles está en desarrollo para Paramount+. En octubre de 2022, a seis meses de su estreno, la película fue estrenada en Latinoamérica en la plataforma de streaming de Disney, Star+.

## Argumento
Ocho meses después de ser derrotado y desterrado del planeta Tierra hacia el planeta Hongo por parte del erizo velocista azul Sonic, el malvado Doctor Ivo Robotnik está tratando de encontrar una forma de como escapar de aquel desolado planeta al cual fue desterrado previamente y empieza a enviar unas señales de auxilio hacia el espacio exterior, las cuales rápidamente son recibidas por un grupo de cazadores alienígenas que aparecen por un portal anillo hasta su ubicación, los cuales quedan inconscientes debido a las múltiples trampas que el malvado científico loco. Sin embargo antes de llegar al portal, un equidna antropomórfico de color rojo sale del mismo y le pregunta a Ivo donde consiguió la espina de color azul que sostiene en su mano y sin rodeos Ivo le menciona que este puede ayudarlo a llegar a la fuente si lo desea, pero con la condición de que este equidna rojo lo ayude a salir del Mundo Hongo.
Mientras tanto, viviendo ahora con el matrimonio Wachowski y con ganas de probar su valía como un héroe, vigilante y justiciero a costa de ellos, Sonic trata de utilizar sus poderes para ayudar a los demás en su nueva vida, aunque tiene poco éxito en lograrlo ya que su imprudencia lo estorba en hacer su tarea. Durante una salida de pesca, Sonic discute con Tom sobre el tema luego de saber que se escabulló a Seattle y destruyó una manzana entera al detener un robo, pero sin embargo le contesta que aún no es tiempo de poner a prueba su valor y que cuando la necesidad lo requiera, será el momento de actuar. Unos días después Tom y Maddie acuerdan dejar a Sonic solo en la casa, mientras ellos se van de vacaciones el fin de semana debido al matrimonio de su cuñada Rachel en Hawái. Cuando se van, el erizo se divierte a lo grande hasta la noche, pero su tiempo a solas se interrumpe cuando inesperadamente el malvado Ivo irrumpe en la casa. En ese instante Sonic trata de atacarlo, pero termina en combate con el nuevo aliado de Ivo, a quien le presenta como Knuckles. Durante la pelea el erizo velocista azul se ve superado, debido a la inmensa fuerza de su adversario y este le comenta que planea vengar a su tribu de equidnas Pachacamac extinta por los crímenes de Garra Larga, pero antes de acabarlo, una patrulla de policía irrumpe en el jardín y atropella a Knuckles noqueándolo por un momento, a lo que Sonic aprovecha la situación para escapar del lugar.
En ese momento, el conductor de la patrulla se presenta como un zorro antropomórfico amarillo-naranja de dos colas llamado Miles "Tails" Prower, un genio de la robótica quien estuvo vigilandolo desde la vez que causó el pulso electromagnético que apagó todo el Noroeste del Pacífico la primera vez y que es un gran fan de este e incluso lo idólatra, quien vino a advertirle sobre la amenaza de Knuckles, el cual quiere saber la ubicación secreta de la "Esmeralda Maestra", pero su reunión es súbitamente interrumpida por Knuckles, el cual lo viene persiguiendo de cerca. Para escapar del equidna rojo, Tails hace que el auto patrulla se descarrile por un acantilado y mientras que Knuckles se aferra con sus puños en la montaña, el dúo de amigos se van volando por la habilidad de Tails de usar sus colas como una hélice. Consiguiendo refugio con el amigo policía de Tom, Wade, el dúo encuentra en el mapa de mundos de Sonic un mensaje grabado por su guardiana fallecida Garra Larga, quien le dice que le ha confinado la tarea de proteger la Esmeralda Maestra y le da las pistas que lo dirigirán a un templo oculto en el este de Siberia y Sonic convence a su nuevo amigo de acompañarlo en su misión prometiendo que lo protegerá. Luego de llegar a un establecimiento en las montañas y haber armado un espectáculo de baile para evitar ser asesinados por los comensales, Tails se emociona cuando Sonic se refiere a él como un amigo, y le resume como el verlo lo inspiró a abandonar la aldea donde era considerado raro debido a sus dos colas para ayudarlo, y Sonic le afirma que le da gusto que este a su lado. 
Mientras tanto, Ivo y Knuckles se reúnen con el agente Roca, quien ha pasado su tiempo esperando su regreso en un café-guarida y planeando robar la esmeralda para sí mismo a costa suya, el científico acepta a ayudar al equidna en su plan de venganza. Es entonces que Ivo hace bajar a la Tierra una estación espacial, se cambia de traje y reúne un ejército de robots y drones para dar caza a sus enemigos, ahora bajo el alias de Doctor Eggman. Ya en el templo, Sonic y Tails descubren la historia y origen de la Esmeralda Maestra: la tribu ancestral de Knuckles, los Pachacamac, crearon las 7 Esmeraldas Caos y guardaron en su posesión la codiciada esmeralda con el poder de construir y destruir civilizaciones enteras, la cual querían usar para iniciar una invasión universal, sin embargo, su principal tribu enemiga, los Nocturn (la tribu de Garra Larga), invadieron el hogar de los Pachacamac con el fin de llevarse la esmeralda y protegerla para que no cayera en las manos equivocadas, logrando con éxito dicho cometido. También descubren una vieja brújula que guiaba a su ubicación, pero son interrumpidos por la llegada de Eggman y Knuckles. Para escapar, Sonic se desliza montaña abajo con una parte de un dron que destruyó mientras que Tails se va por aire, pero Knuckles y los drones lo persiguen, causando que pierda todos sus anillos en el proceso. 
En una pausa del enfrentamiento, el equidna rojo le cuenta al erizo velocista azul que la razón de ser el centro de su venganza es porque, horas antes de que fuese teletransportado al planeta Tierra, los guerreros de su tribu Pachacamac se enlistaban para darle caza a él y Garra Larga, pero en ese momento un pequeño Knuckles que también deseaba participar de la campaña con el resto de la tribu, sin embargo su padre lo detiene de ir con ellos y le menciona que su momento de brillar aún no llegaba y que muy pronto lo hará, pero que por ahora debía esperar en casa hasta que la tribu volviera de la campaña, desafortunadamente para el pequeño equidna rojo en ese momento estas fueron las últimas palabras que le dijo su padre, ya después de eso nunca más lo volvió a ver ni al resto de su tribu Pachacamac por lo que el pequeño equidna rojo se quedó huérfano. En ese momento, Sonic le comenta que ambos lo perdieron todo ese día y deja algo confuso a su oponente, cosa que Tails aprovecha para intentar atrapar al guerrero equidna sin éxito y Sonic le arroja la brújula para escapar, Sin embargo, Eggman la intercepta en pleno vuelo y a su vez deja inconsciente a Tails con sus misiles, y para empeorar las cosas, esto provoca una avalancha poniendo en peligro al dúo mientras que los villanos se escapan.
Estando en riesgo y sin anillos, Sonic llama a Tom en mitad de la ceremonia y le pide abrir un portal para llegar con él, aunque esto interrumpe la boda puesto que los anillos mágicos los usaron por error para la pareja, y al abrir el portar el dúo y parte de la nieve inundan el altar. Luego de darles un resumen de lo que estaba ocurriendo, las cosas se complican cuando los invitados y el prometido de Rachel, Randall, se revelan como agentes secretos de las unidades de fuerzas nacionales, "G.U.N", creada después del incidente de San Francisco y que la boda fue una trampa para terminar capturando a Tom, Tails y Sonic, pero son rescatados poco después por Maddie mientras que Rachel confronta a Randall y al general, y el erizo velocista azul se dirige al templo de la Esmeralda Maestra, dejando a Tails en cuidado de los humanos queriendo que no salga lastimado.
Mientras tanto, Eggman y Knuckles levantan de las profundidades del mar un antiguo templo que contiene la Esmeralda Maestra y atraviesan un laberinto de trampas mortales para llegar finalmente a la Esmeralda Maestra a la par de Sonic, quien llega justo a tiempo para detenerlos, aunque Eggman planeaba secretamente traicionar a Knuckles segundos antes. Se inicia otra batalla entre el erizo velocista azul y el equidna rojo, y antes de que pueda acabarlo, Sonic le hace ver a Knuckles que Eggman sólo lo estaba utilizando. Cuando el científico loco logra llevarse la Esmeralda Maestra, este se teletransporta a Green Hills y el lugar empieza a derrumbarse por el agua, y Sonic salva a Knuckles de ahogarse cuando una roca le cae en plena inundación, y antes de que el también se ahogue el equidna le devuelve el favor. Luego de conversar sobre las palabras que le dijo Tom a Sonic, los rivales acuerdan hacer equipo para detener los planes de Eggman y son rescatados por Tails, quien llega volando en un avión que se usó para la ceremonia.
De vuelta en Green Hills, Eggman llega y libera al agente Roca, quien estaba siendo interrogado por Wade en el café, a la vez que las fuerzas armadas de G.U.N llegan para detenerlo, sin embargo, el científico ya había absorbido la esmeralda mágica y obtenido el poder para manipular el tiempo y la realidad a su antojo. Al salir del lugar, y luego de derrotar con facilidad a los militares, utiliza partes de sus vehículos y edificios para crear un robot gigante de su misma apariencia, el Death Egg Robot. Mientras tanto Sonic, Tails y Knuckles llegan al lugar y combaten contra el robot gigante y los drones que destruyen la ciudad, pero aun así se ven superados en armamento y poder. Luego los tres idean un plan haciendo que Sonic sea la carnada, pero mientras que Tails y Knuckles secretamente se infiltran en el robot y le arrancan la Esmeralda Maestra a Eggman, el erizo velocista azul se encuentra casi desgastado para seguir peleando y Eggman aprovecha la oportunidad para asesinarlo, Sin embargo Tom y Maddie se aparecen al volante de un auto y lo rescatan en el último segundo, pero durante el escape el auto se destruye y la Esmeralda Maestra se rompe al perder toda su energía revelando la fuente de su inmenso poder, las Esmeraldas Caos, las cuales se fusionan con el cuerpo de Sonic justo antes de que este fuese aplastado y le dan un nuevo poder y una nueva transformación conocida como Super Sonic.
Con este nuevo poder, el super erizo velocista logra destruir con éxito el Death Egg Robot, para disgusto de Eggman, quien declara a Sonic que no serán amigos mientras cae a su aparente muerte. Ya fuera de todo peligro y después de regresar a la normalidad a Sonic, Knuckles logra reparar la Esmeralda Maestra y jura el deber de protegerla junto a Sonic y Tails. Tiempo después la familia Wachowski se incrementa con la inclusión de Knuckles y Tails, mientras que estos juegan un partido de béisbol y Sonic conmueve a Tom al aceptarlo como su padre. Al terminar, todos se van en el auto de Tom y Sonic regresa por la Esmeralda Maestra, la cual habían olvidado dentro de una hielera en el campo y se la lleva con ellos.
En una escena a mitad de los créditos, las fuerzas armadas de G.U.N se encuentran explorando los restos del Death Egg Robot en búsqueda de Eggman, entre los cuales esta el agente Roca sobrevivido e infiltrado, pero no encuentran rastros del paradero de este por ninguna parte del área, aunque estos también dudan de que Eggman haya sobrevivido al combate. En ese momento, una soldado le avisa a su general que mientras borraban toda la información sobre Eggman de la primera vez, estos habían descubierto unos archivos en particular que hablan de un proyecto ultrasecreto y desconocido que los lleva a recalar a una antigua prisión secreta abandonada que contiene a un experimento que tiene más de 50 años de antigüedad, al cual se le conoce bajo el nombre de Proyecto Shadow, momentos después la escena muestra una misteriosa cápsula de criogenización en la cual se encuentra un erizo antropomórfico de color negro con franjas de color rojo que está encerrado dentro de la antigua prisión militar abandonada, pero poco después la misma cápsula se desactiva misteriosamente y muestra como este erizo negro se despierta de su largo sueño criogénico.

## Reparto
- Jim Carrey como Doctor Ivo "Eggman" Robotnik: Un científico loco y el archienemigo del erizo velocista azul Sonic a quien a menudo se refiere como Eggman. Después de escapar del Planeta Hongo, Eggman hace una alianza con Knuckles para tomar represalias contra Sonic y encontrar la Esmeralda Maestra.[10]
- Ben Schwartz como Sonic the Hedgehog: Un erizo antropomórfico de color azul que puede correr a velocidades supersónicas y no puede nadar. Quiere usar sus poderes para ayudar a otros, pero es descarado e irresponsable. Al enterarse del regreso de su archienemigo Dr. Eggman y su búsqueda del poder de la legendaria Esmeralda Maestra, Sonic decide detenerlo uniéndose a su nuevo amigo Tails, madurando hasta convertirse en el héroe vigilante que aspira a ser.[11][12]
- Colleen O'Shaughnessey como Miles «Tails» Prower: Un zorro antropomórfico de color amarillo anaranjado que está obsesionado por los recuerdos de su aldea que lo condena al ostracismo por sus dos colas, que le permiten volar. Tails es un humilde genio del intelecto que inventa artilugios para lugares y peleas. Después de encontrar inspiración en la valentía de Sonic contra Eggman, deja su planeta natal para ir a la Tierra para advertir a Sonic de la presencia de Knuckles y rápidamente se convierte en su amigo. O'Shaughnessey es el único miembro del reparto de voz de los juegos de Sonic the Hedgehog que repite su papel en la película.[13][14]
- Idris Elba como Knuckles the Echidna: Un guerreo equidna antropomórfico de color rojo con superfuerza. Es serio, agresivo y de mal genio, pero tiene un fuerte sentido del humor. Es el único superviviente de la tribu de los equidnas conocida como Pachacamac, después de que fueron eliminados por la tribu de los búhos[11] e inicialmente trabaja con Eggman para recuperar la Esmeralda Maestra, que los equidnas habían forjado pero que los búhos habían robado, pero se hace amigo de Sonic y Tails después de que Eggman lo traiciona. Elba se preparó para el papel explorando la historia de fondo y la identidad del personaje.[15] El director Jeff Fowler quería que la interpretación de Knuckles en la película recordara sus primeras apariciones y dijo que "toda su existencia se trata de honor y de ser un guerrero", describiéndolo como "una fuerza de la naturaleza".[15]
- James Marsden como Tom Wachowski:  El sheriff de Green Hills, Montana y la figura paterna de Sonic. Se va a Hawái con su esposa para celebrar el matrimonio de Rachel, dejando a Sonic solo en su casa.[16]
- Tika Sumpter como Maddie Wachowski: La esposa de Tom y la veterinaria local de Green Hills, que es la figura materna de Sonic. Ella va a Hawái con Tom para celebrar la boda de su hermana.[16]
- Natasha Rothwell como Rachel: La hermana mayor de Maddie a quien Tom le desagrada mucho pero intenta reconciliarse con él por el bien de su boda con Randall.[11]
- Adam Pally como Wade Whipple: El ayudante del sheriff de Green Hills y amigo de Tom. Se convierte en el sheriff interino de Green Hills con Tom fuera.[16]
- Lee Majdoub como el agente Stone: El exagente del gobierno y asistente de Eggman.[17]
- Tom Butler como el comandante Walters: El vicepresidente del Estado Mayor Conjunto que ahora es el propietario y líder de la organización militar G.U.N.[18]
- Shemar Moore como Randall Handel: El prometido de Rachel que es agente de GUN y se convertirá en el padrastro de Jojo.[19][20]
- Donna J. Fulks como Longclaw: Una lechuza marrón antropomórfica, la difunta mentora/cuidadora de Sonic y extutora de la Esmeralda Maestra que se ve en flashbacks y en un mensaje holográfico oculto en el mapa de Sonic.

### Doblaje
| Personaje                                 | Actor/Actor de voz                 | Actor/Actor de voz     | Actor/Actor de voz  |
| Personaje                                 | Inglés                             | Latino                 | Español             |
| Dr. Ivo Robotnik "Eggman"                 | Jim Carrey                         | Mario Castañeda        | Luis Posada         |
| Sonic the Hedgehog                        | Ben Schwartz                       | Luisito Comunica       | Ángel de Gracia     |
| Sonic the Hedgehog                        | Benjamin L. Valic (niño) (archivo) | Sergio Barberi (niño)  | Álvaro Balas (niño) |
| Miles "Tails" Prower                      | Colleen O'Shaughnessey             | Marisol Romero         | Sandra Villa        |
| Knuckles the Echidna                      | Idris Elba                         | Octavio Rojas          |                     |
| Tom Wachowski "Lord Dona/Lord Bollo"      | James Marsden                      | Luis Leonardo Suárez   | Juan Logar Jr.      |
| Maddie Wachowski "Lady Yoga/Lady Pretzel" | Tika Sumpter                       | Carla Castañeda        | Catherina Martínez  |
| Rachel                                    | Natasha Rothwell                   | Laura Torres           | Pepa Castro         |
| Randall Handell                           | Shemar Moore                       | Idzi Dutkiewicz        |                     |
| Wade Whipple                              | Adam Pally                         | Noé Velázquez          | Rafa Romero         |
| Agente Roca/Agente Stone                  | Lee Majdoub                        | Carlo Vázquez          | Javier Lorca        |
| Comandante Walters                        | Tom Butler                         | Santos Alberto         | Luis Mas            |
| Jojo                                      | Melody Nosipho Niemann             | Abril Gómez            | Lucía Balas         |
| Garralarga/Longclaw                       | Donna Jay Fulks                    | Verónica López Treviño | Olga Cano           |

## Producción

### Desarrollo
Para abril de 2020, Marsden había expresado su interés en una secuela con varios personajes de los videojuegos, incluido Tails, que apareció en una escena de créditos intermedios en la primera película. El director Jeff Fowler también expresó interés en desarrollar una secuela que se centrara en la amistad de Sonic y Tails y desarrollara aún más al Dr. Robotnik. Más tarde ese mes, Schwartz dijo que sentía que tenía sentido que Paramount Pictures no hubiera anunciado una secuela en ese momento debido a la pandemia de COVID-19, y agregó que estaba interesado en una secuela con Tails y una representación más precisa de Robotnik. Más tarde ese mes, el coguionista de Sonic, la película, Pat Casey, reveló que se había hablado de una secuela, aunque Paramount no había dado luz verde a la película en ese momento. También dijo que Carrey estaba interesado en usar un traje grueso en una secuela para parecerse más a la apariencia del videojuego de Robotnik. Casey también insinuó que una secuela podría presentar la forma «Super Sonic» de Sonic y las Chaos Emeralds de los videojuegos, y también expresó el deseo de presentar al personaje de Knuckles the Echidna, cuya existencia se insinuó con la tribu echidna vista durante la secuencia de apertura de la primera película.
En mayo, Paramount Pictures confirmó que se estaba desarrollando una secuela de Sonic, la película, con Fowler listo para regresar como director junto con los escritores Casey y Josh Miller. Neal H. Mortiz, Toby Ascher y Toru Nakahara producirán la secuela, habiendo coproducido previamente la primera película junto a Takeshi Ito, mientras que Tim Miller, Hajime Satomi y Haruki Satomi regresarán de la primera película como productores ejecutivos.
En diciembre, el artista de guiones gráficos Fill Marc confirmó que el artista Tyson Hesse, quien rediseñó el personaje de Sonic en la primera película, regresaría. El título de la película se anunció oficialmente como Sonic the Hedgehog 2 en febrero de 2021. En marzo de 2021, se informó que Moving Picture Company proporcionará efectos visuales para Sonic 2. La película. En mayo, se publicó una sinopsis de la historia de Sonic 2. La película cuando Paramount presentó una patente al catálogo de la Oficina de derechos de autor de Estados Unidos.
La película está inspirada en los videojuegos Sonic the Hedgehog 2 (1992) y Sonic the Hedgehog 3 (1994), pero no es una adaptación directa de ninguno de los dos. Fowler describió la película como "un crisol" de ideas de varios juegos de Sonic.

### Casting
El 27 de enero de 2020, Jim Carrey expresó interés en protagonizar una secuela, sintiendo que su personaje, el villano Dr. Robotnik, podría expandirse en la secuela: «No me importaría hacer otra porque era demasiado divertido, en primer lugar, y un verdadero desafío tratar de convencer a la gente de que tengo un coeficiente intelectual de tres dígitos... Hay tanto espacio, ya sabes, Robotnik no ha alcanzado su apoteosis». El 6 de marzo de 2020, la estrella de Sonic, la película, James Marsden, confirmó que había firmado para múltiples secuelas.
El 26 de enero de 2021, Tika Sumpter anunció que volvería a interpretar su papel de Maddie Wachowski. En febrero de 2021, se informó que Jason Momoa estaba en conversaciones para el papel de Knuckles the Echidna. En marzo de 2021, se anunció que Ben Schwartz y Jim Carrey volverían a interpretar sus papeles como Sonic y Robotnik, respectivamente. Ese mismo mes, se confirmó que Adam Pally volvería a interpretar su papel de Wade Whipple. En abril de 2021, se confirmó que James Marsden regresaría como Tom Wachowski. El 16 de junio de 2021, se anunció que Shemar Moore se había unido al elenco en un papel no revelado, más tarde se confirmó que interpretaría a Randall, el prometido de Rachel. El 10 de agosto de 2021, se anunció que Idris Elba se había unido oficialmente al elenco como la voz de Knuckles the Echidna. Ese mismo mes, se confirmó que Natasha Rothwell volvería a interpretar su papel de Rachel. El 29 de septiembre de 2021, se anunció que Lee Majdoub volvería a interpretar su papel como el Agente Stone. El 7 de diciembre de 2021, Colleen O'Shaughnessey anunció que volvería a poner voz a Miles «Tails» Prower.

### Rodaje
En diciembre de 2020, se informó que la BC Film Commission había enumerado que la producción de la película se produciría del 15 de marzo al 10 de mayo de 2021, bajo el título provisional Emerald Hill, una referencia a la zona de apertura en el videojuego Sonic the Hedgehog 2. En enero de 2021, Tika Sumpter reveló que la película se rodaría tanto en Vancouver como en Hawái.
El rodaje comenzó en Vancouver el 15 de marzo de 2021, con Brandon Trost como director de fotografía. Como una forma de mostrar su gratitud a la tripulación, Carrey realizó un sorteo el 7 de mayo para regalar un Chevrolet Blazer; el coche finalmente fue sometido a un agarre. El rodaje en Vancouver concluyó el 12 de mayo de 2021. El rodaje finalizó en Hawái el 25 de junio de 2021.

### Efectos visuales y animación
Los efectos visuales y la animación para Sonic 2 fueron proporcionados por Marza Animation Planet y Moving Picture Company de Sega, después de trabajar previamente en la primera película. John Whittington fue anunciado como coguionista el 10 de agosto de 2021. Además, DNEG también proporcionó los efectos visuales para el planeta hongo y la cabina del robot, con un total de 185 tomas utilizadas en la película del estudio.

## Música
El 8 de diciembre de 2021, se anunció que Tom Holkenborg, quien también compuso la primera película, regresaría para componer la banda sonora de la película. La película fue apoyada por un sencillo titulado «Stars in the Sky», la única canción original grabada para la película, por Kid Cudi. El álbum de la banda sonora fue lanzado por Paramount Music el 8 de abril de 2022.
La versión japonesa utiliza una versión lírica del tema Green Hill Zone de Dreams Come True llamada "UP ON THE GREEN HILL".

## Futuro
En febrero de 2022, Sega of America y Paramount Pictures confirmaron que se haría Sonic 3, la película. En agosto del mismo año se anunció que su fecha de estreno será el 20 de diciembre de 2024 y Knuckles tendría una miniserie derivada de acción real como en las películas y servirá como un "puente" para la tercera película, Elba volverá a interpretar su papel para la serie, que se lanzará en el servicio de transmisión Paramount+ en 2023,sin embargo el rodaje de esta inicio ese mismo año por lo cual la serie se estrenó el 26 de abril de 2024 con 6 episodios 
En abril de 2022, después de que Jim Carrey anunciara que estaba considerando retirarse de la actuación, los productores Moritz y Ascher confirmaron que su papel como Dr. Robotnik no se modificaría en ninguna secuela si seguía adelante con sus planes de jubilación. Aunque mantuvieron la esperanza de que pudieran desarrollar un guion lo suficientemente bueno para que él continuara con el papel, cuando en agosto de 2024 salió el primer tráiler oficial de Sonic 3, la película se confirmó que Jim Carrey volvería a interpretar a Dr.Robotnick y ahora a Gerald Robotnick, poco antes del estreno de la tercera película Paramount confirmó que está en desarrollo una cuarta película cuyo estreno será en la primavera de 2027, la película titulada como "Sonic 4, la película" estaría basada en Sonic CD y posiblemente también en Sonic Heroes esto gracias a la escena poscréditos de Sonic 3 donde se ve a Metal Sonic y a Amy Rose

## Estreno

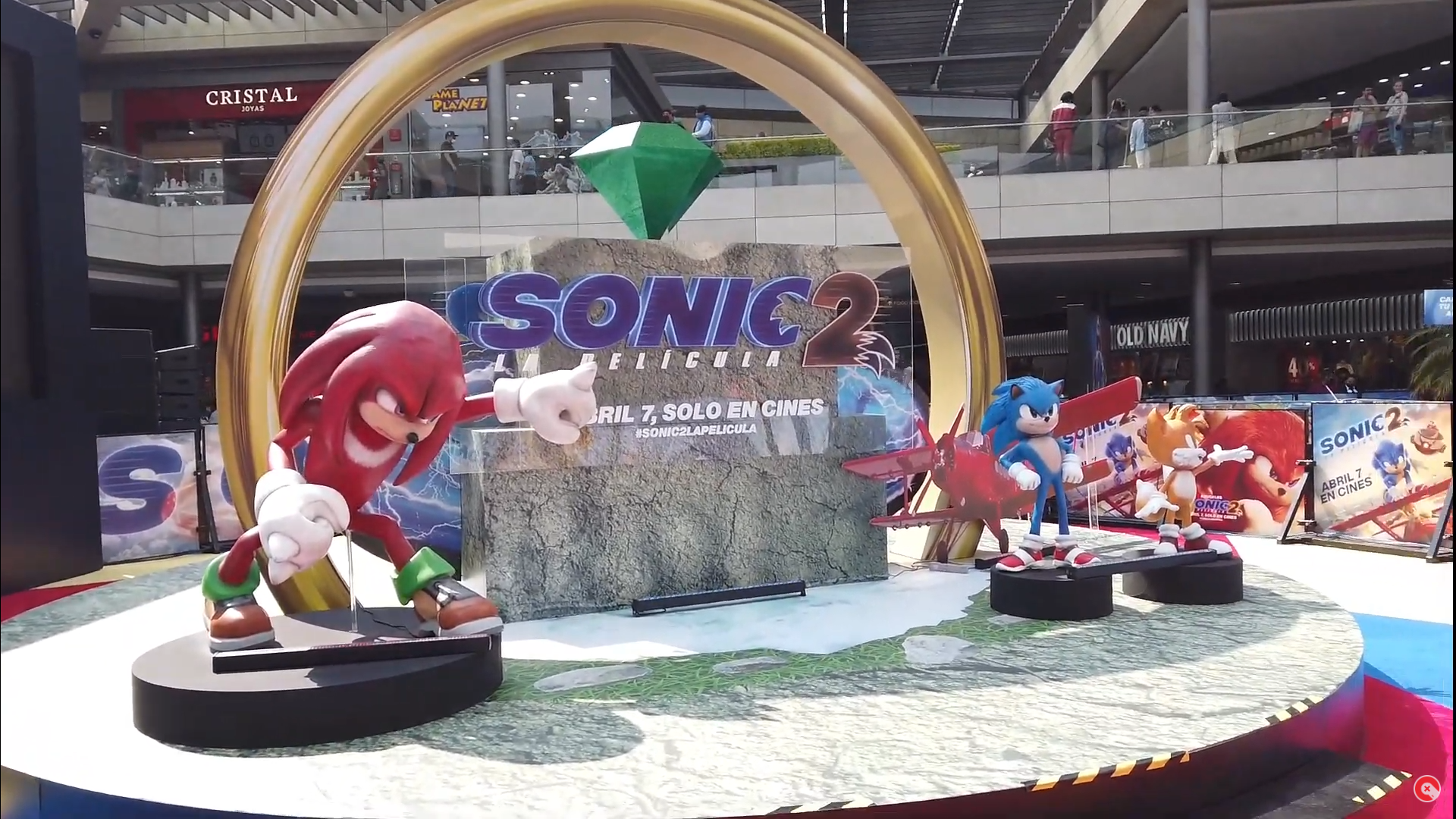
Estreno de Sonic 2 en el Cinépolis de México.

Sonic the Hedgehog 2 fue estrenada por Paramount Pictures en los Estados Unidos el 8 de abril de 2022. El 1 de marzo de 2022, Paramount canceló el estreno de la película en Rusia, debido a la Invasión rusa de Ucrania de 2022.